# La sustancia
La sustancia (en inglés: The Substance) es una película de terror corporal de 2024, dirigida, escrita y coproducida por Coralie Fargeat. Está protagonizada por Demi Moore, Margaret Qualley y Dennis Quaid. La trama sigue la vida de una celebridad en decadencia que consume un suero del mercado negro que crea una versión mucho más joven de sí misma, con efectos secundarios inesperados.
Siendo una coproducción internacional entre Reino Unido, Francia y Estados Unidos, se rodó en Francia en un período de 108 días. La película optó por los efectos prácticos, por lo que hizo un uso extensivo de maquillaje protésico diseñado por Pierre-Olivier Persin, tomas insertadas, una variedad de decorados y aproximadamente 21.000 litros de sangre falsa. La banda sonora de la película fue escrita por Raffertie e incluye el tema Pump It Up!, versionado por DJ Endor. El diseño protésico incluyó una serie de trajes, marionetas y maniquíes grotescos e hiperrealistas para la transformación inducida por la sustancia del personaje de Elisabeth.
El proyecto tuvo su estreno mundial el 19 de mayo de 2024 en la competencia principal de la 77.ª edición del Festival Internacional de Cine de Cannes, donde Fargeat ganó el premio al mejor guion. Se lanzó en cines del Reino Unido y Estados Unidos por Mubi el 20 de septiembre, y se estrenó en Francia por Metropolitan Filmexport el 6 de noviembre. La cinta se convirtió en un éxito comercial y de crítica, recaudando más de 77,3 millones de dólares de un presupuesto de 17,5 millones. La interpretación de Qualley fue aclamada por la crítica, mientras que la de Moore es considerada como la mejor de su carrera. Recibió cinco nominaciones en la 82.ª edición de los Globos de Oro, incluida la de Mejor película de comedia o musical, en donde finalmente Moore fue ganadora como Mejor Actriz - Comedia o musical.

## Argumento
En su quincuagésimo cumpleaños, la otrora celebrada pero ahora desvanecida estrella del cine de Hollywood, Elisabeth Sparkle, es despedida sin contemplaciones del programa de televisión de aeróbicos que presenta desde hace mucho tiempo, y el productor Harvey cita su «avanzada edad» como la razón. Mientras conduce angustiada hacia su casa, Elisabeth se distrae al ver un cartel de ella misma siendo quitado, lo que resulta en un grave accidente automovilístico. En el hospital, un joven enfermero parece preocupado por su espalda y le da una memoria USB con el nombre La Sustancia, un suero del mercado negro que genera una versión «más joven, más hermosa, más perfecta» de uno mismo. Después de algunas deliberaciones, Elisabeth ordena un pedido de La Sustancia y se inyecta el suero activador de un solo uso, lo que da como resultado una versión mucho más joven de ella misma, que emerge de una hendidura en su espalda.
La Sustancia establece una relación simbiótica entre los dos cuerpos: Elisabeth debe transferir su conciencia entre los cuerpos cada siete días sin excepción, mientras que el cuerpo inactivo permanece inconsciente. El otro yo también requiere inyecciones diarias de «líquido estabilizador» extraído del cuerpo original a través de una punción lumbar para prevenir el deterioro. El otro yo se llama a sí misma «Sue» y Harvey la contrata rápidamente como reemplazo de Elisabeth. Su nuevo programa de televisión la catapulta a la fama y finalmente es seleccionada para presentar el principal programa de Año Nuevo emitido por la cadena. Sue disfruta de un estilo de vida confiado y hedonista, pero se convierte en una reclusa insegura cuando vive como Elisabeth.
Después de una noche de excesos, Sue extrae líquido estabilizador adicional de Elisabeth para poder tener relaciones sexuales. A la mañana siguiente, Elisabeth se despierta y descubre que su dedo índice ha envejecido rápidamente. Llama al proveedor, quien le advierte que permanecer como Sue más de siete días provocará un envejecimiento rápido e irreversible de su yo original, y Elisabeth debe seguir el programa de cambio para evitar que esto vuelva a suceder. A pesar de ser una sola conciencia, ambas personalidades comienzan a verse a sí mismas como individuos separados y rápidamente comienzan a despreciarse mutuamente; Elisabeth se pone celosa de la belleza y el éxito de Sue, y le molesta que no respete con frecuencia el horario de cambio, mientras que Sue se horroriza por el constante desprecio que siente por sí misma y sus atracones de comida. Después de un episodio particularmente autodestructivo como Elisabeth, una Sue perturbada se niega a volver a cambiar y almacena líquido estabilizador del cuerpo de Elisabeth en frascos de vidrio, decidiendo permanecer como Sue de forma permanente.
Tres meses después, el día antes de su programa de Año Nuevo, Sue no puede reponer su líquido estabilizador porque el cuerpo de Elisabeth está completamente drenado de él. El proveedor le informa que la única forma de reponer el líquido es volviendo a su yo original. Cuando cambian, Elisabeth se encuentra horriblemente transformada en una jorobada anciana deforme. Desesperada por evitar que el abuso de estabilizadores de Sue degrade aún más su cuerpo, Elisabeth adquiere un suero diseñado para acabar con Sue. Sin embargo, todavía ansiosa de admiración, se detiene antes de inyectar la jeringa llena de suero de terminación y reanima a Sue, alterando su equilibrio simbiótico y dejando a ambas formas completamente conscientes. Al darse cuenta de las intenciones de Elisabeth al ver la jeringa de terminación casi vacía, Sue se enfurece y golpea brutalmente a Elisabeth hasta matarla, antes de irse a presentar el especial de Año Nuevo.
Sin Elisabeth, el cuerpo de Sue comienza a deteriorarse rápidamente (primero, sus dientes se le caen; segundo, una uña se le afloja; tercero, su oreja se cae). Presa del pánico, Sue corre a su apartamento e intenta crear una nueva versión de sí misma con el suero activador sobrante, algo expresamente prohibido por el proveedor debido a que dicho suero solo se permite un uso único. Esto la convierte inadvertidamente en un híbrido grotesco de Elisabeth y Sue, "Monstro Elisasue"; sin embargo, se viste y va a la transmisión en vivo con una máscara improvisada cortada de un cartel fotográfico de Elisabeth en su apogeo. Mientras cojea hacia el escenario y comienza a hablarle a la audiencia, la máscara se cae, lo que hace que los espectadores se horroricen y estalle un caos violento. Un hombre la decapita, antes de que su cuerpo empape al público con sangre. Lo que queda de ella escapa del estudio y se derrumba para estallar en una pila de órganos internos. El rostro original de Elisabeth se desprende del montón, se arrastra hasta su estrella olvidada en el Paseo de la fama de Hollywood y mira hacia el cielo nocturno. Sonríe mientras alucina que hay personas admirándola a su alrededor, antes de derretirse en un charco de sangre, que es limpiado al día siguiente con un friegasuelos.

## Reparto
- Demi Moore como Elisabeth Sparkle
- Margaret Qualley como Sue[5]
- Dennis Quaid como Harvey
- Edward Hamilton Clark como Fred
- Gore Abrams como Oliver
- Oscar Lesage como Troy

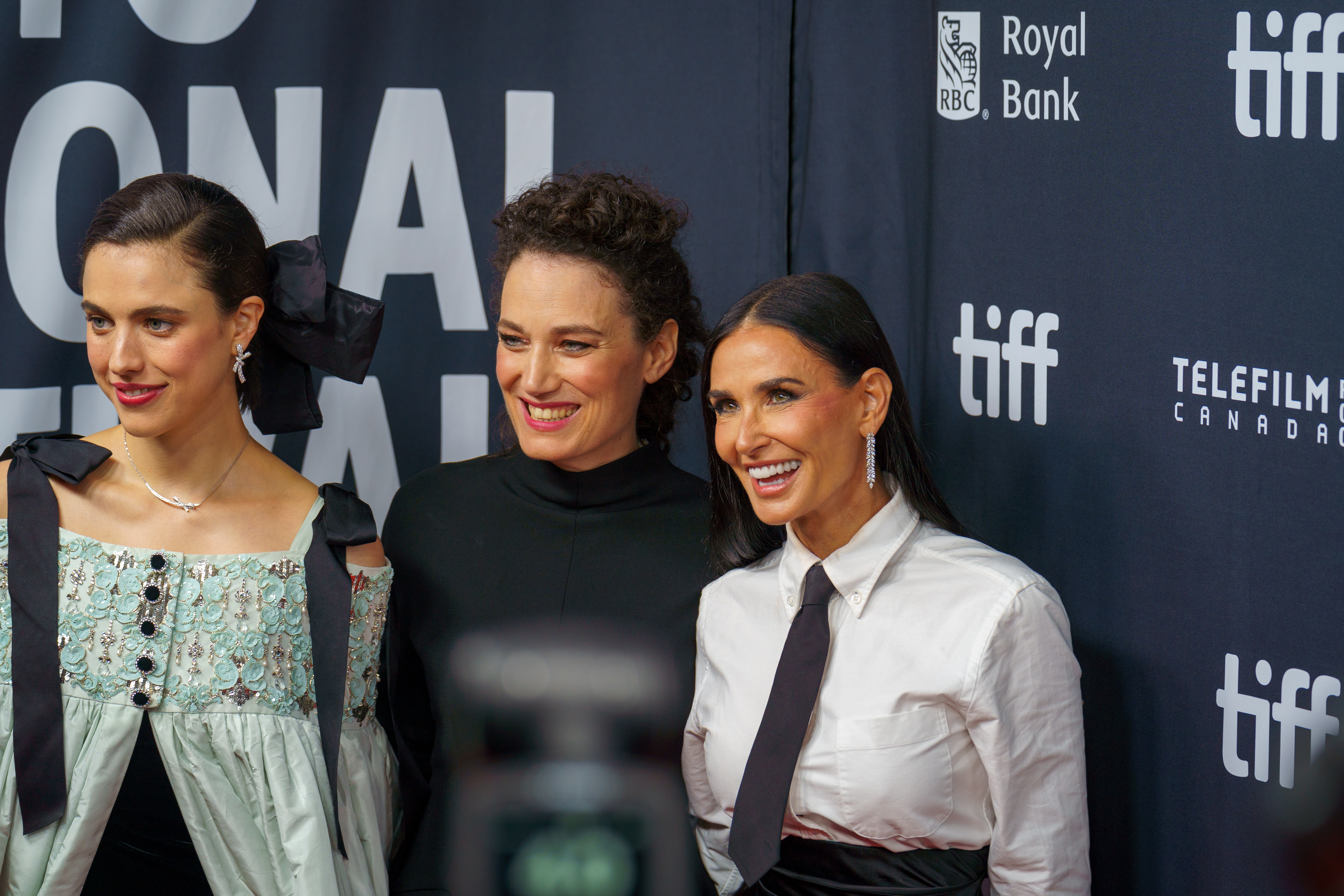
Margaret Qualley, Coralie Fargeat y Demi Moore en el TIFF 2024.

- Christian Erickson como hombre en restaurante
- Robin Greer como enfermero
- Tom Morton como doctor
- Hugo Diego García como Diego
- Phillip Schurer como hombre gritando
- Yann Bean como voz de «la sustancia»

### Sin acreditar
- Joseph Balderrama como Craig Silver

## Producción
En enero de 2022, se anunció que Demi Moore y Margaret Qualley protagonizarían la película. En febrero de 2022, se anunció que Ray Liotta se unió al elenco de la película; sin embargo, Dennis Quaid reemplazó a Liotta, quien falleció antes de que pudiera filmar su papel. El rodaje comenzó en París en mayo de 2022.

### Rodaje
La fotografía principal se llevó a cabo íntegramente en Francia, con un equipo totalmente francés a excepción del director de fotografía Benjamin Kračun y el compositor Raffertie (ambos del Reino Unido). Las escenas de estudio se filmaron en los Studios d'Épinay en Seine-Saint-Denis, Île-de-France, cerca de París, el estudio histórico donde Jean Cocteau filmó La bella y la bestia, mientras que las escenas exteriores que se duplicaron para simular Los Ángeles se filmaron en la Costa Azul. Francia fue seleccionada para acomodar el extenso cronograma de rodaje de la película debido al trabajo de efectos prácticos, con el reembolso de impuestos del 40% para producciones internacionales (TRIP) del país también proporcionando un incentivo.
El elenco originalmente incluía a Ray Liotta, pero Liotta murió en mayo de 2022 y fue reemplazado por Dennis Quaid tres meses después del inicio del rodaje. La llegada de Quaid trajo una "inyección de energía" al set, agregando una nueva dinámica al elenco. Fargeat bromeó en una entrevista que para la escena del almuerzo de Quaid con Demi Moore, consumió aproximadamente 2 kilogramos de camarones.

### Prótesis y efectos de maquillaje
Fargeat optó por confiar en los efectos prácticos, que representan el 70-80% de la película final, resistiéndose a la presión hacia efectos digitales más baratos. Fargeat sintió que el uso de efectos prácticos era crucial para transmitir los temas de violencia.
Las prótesis y los efectos de maquillaje para la película fueron diseñados por Pierre-Olivier Persin y su compañía, Pop FX. Persin dedicó más de un año al proyecto. Persin fue contratado después de que los diseños de varias otras compañías fueran rechazados por ser demasiado masculinos. Sus diseños conceptuales eran únicos en el sentido de que incorporaban un sentido de feminidad y gracia en lugar de hacer "un monstruo de goma para los hombres".
Persin diseñaría las prótesis para el proceso de transformación de Elisabeth, que se organizaron en una serie de cinco etapas, comenzando con un dedo marchito ("El Dedo"). La siguiente etapa sería una apariencia más envejecida, llamada "Réquiem" (inspirada en Réquiem por un sueño), seguida por el jorobado y flácido "Gollum" (inspirado en Gollum), la criatura en el clímax "Monstro Elisasue" y por último, "The Blob". Fargeat buscó deliberadamente evitar que los efectos parecieran realistas, apuntando en cambio a crear una representación deformada del proceso de envejecimiento, moldeado por el miedo y la ira de los personajes.
Para el nacimiento de Sue se utilizó una combinación de sofisticados maniquíes de silicona, prótesis sobre dobles de cuerpo y maquillaje aplicado a Demi Moore. Toda la secuencia del nacimiento fue filmada con efectos prácticos con la excepción del primer plano del ojo partido.
Para las escenas de desnudos, Margaret Qualley usó prótesis mamarias para representar una imagen idealizada de belleza, que recordaba a Jessica Rabbit. Qualley explicó con humor el proceso: "Desafortunadamente, no existe una poción mágica para los senos, así que tuvimos que pegarlas... [me dotaron] de la mejor teta de mi vida, pero no de mi vida". 

### Monstro Elisasue
El diseño de Monstro Elisasue, la grotesca criatura híbrida que aparece en el clímax de la película, le llevó a Persin y a su equipo casi un mes para finalizarlo. Fargeat siempre había imaginado que la película terminara con un monstruo, una creación a la que se refirió como un "Picasso de las expectativas masculinas".
Persin se inspiró en Niki de Saint Phalle, una escultora francesa conocida por sus figuras vibrantes y curvilíneas, especialmente sus representaciones de bailarinas y en la película La mosca de David Cronenberg. El artista Fernando Botero, cuyas esculturas y obras de arte a menudo presentan mujeres con proporciones exageradas, también sirvió como referencia artística.
Durante la preproducción, Persin expresó su preocupación por que Qualley usara el traje, señalando que solo su ojo sería visible a través de las prótesis. Fargeat presionó para que Qualley usara el traje para tomas de primeros planos, reconociendo la importancia de su actuación. Persin reconoció más tarde que la presencia y la actuación de Qualley fueron esenciales y visiblemente impactantes en la película final.

## Música
La banda sonora de la película fue concebida por el productor y compositor británico Raffertie, quien fue contratado tarde para el proceso de composición debido a varios factores. Fue elegido por el "tipo de violencia y aspereza electrónica" en su música, así como por su capacidad para crear piezas sensibles y emotivas.
Las canciones " At Last " interpretada por Etta James, " Pump It Up! " de DJ Endor (un remix de la canción del músico belga Danzel ) y "Ugly and Vengeful" de Anna von Hausswolff también aparecen en la película, junto con el poema sinfónico de Richard Strauss " Also sprach Zarathustra ", que aparece notablemente en 2001: A Space Odyssey de Stanley Kubrick. Fargeat también usó "The Nightmare And Dawn" de Vertigo escrita por Bernard Herrmann para la introducción de Monstro Elisasue. Inicialmente, se usó solo como una pista temporal, ya que su calidad femenina contrastaba a la actriz idealizada con una figura monstruosa. Después de colaborar con Raffertie, Fargeat decidió mantener la pieza por su resonancia simbólica.
La banda sonora de la película fue lanzada por Waxwork Records en vinilo de color "Activator Fluorescent Green".

## Estreno
La película tuvo su estreno en la 77.ª edición del Festival Internacional de Cine de Cannes. Mubi adquirió los derechos mundiales de la película y la distribuilló en cines de Estados Unidos, Reino Unido, Irlanda, Alemania, México, entre otros territorios, además de poseer los derechos para Turquía e India, mientras que su filial, The Match Factory, se encargaría de manejar las ventas en otros países.
En México, durante el estreno de la películas, medios reportaron numerosas quejas sobre la presencia de menores de edad en la película, a pesar de que la película recibe en ese país una calificación «C» (que la clasificación significa que son para adultos). 
Metropolitan Filmexport adquirió los derechos de distribución en Francia. La película originalmente iba a ser distribuida por Universal Pictures antes de que sus derechos fueran adquiridos por Mubi, a pesar de ello, Universal Pictures aún aparece acreditado.
| Fechas de estreno (Fuente: IMDb). |                                                 |               |                                                      |
| País                              | Fecha de estreno                                | País          | Fecha de estreno                                     |
| Francia                           | 19 de mayo de 2024 Festival de Cannes           | Bélgica       | 29 de junio de 2024 Festival de Bruselas             |
| Polonia                           | 21 de julio de 2024 Festival de Nuevo Horizonte | Nueva Zelanda | 11 de agosto de 2024 Festival de Nueva Zelanda       |
| Hong Kong                         | 14 de agosto de 2024                            | Noruega       | 18 de agosto de 2024                                 |
| Reino Unido                       | 20 de agosto de 2024 Festival de Edimburgo      | Canadá        | 11 de septiembre de 2024 Festival de Cine de Toronto |
| Suecia                            | 18 de septiembre de 2024                        | Argentina     | 19 de septiembre de 2024                             |
| Azerbaiyán                        | 19 de septiembre de 2024                        | Brasil        | 19 de septiembre de 2024                             |
| Colombia                          | 19 de septiembre de 2024                        | Croacia       | 19 de septiembre de 2024                             |
| Kazajistán                        | 19 de septiembre de 2024                        | México        | 19 de septiembre de 2024                             |
| Perú                              | 26 de septiembre de 2024                        | España        | 11 de octubre de 2024                                |
| Taiwán                            | 18 de octubre de 2024                           | India         | 20 de octubre de 2024 Festival de Mumbai             |
| Italia                            | 30 de octubre de 2024                           | Estonia       | 1 de noviembre de 2024                               |
| Israel                            | 21 de noviembre de 2024                         | Corea del Sur | 11 de diciembre de 2024                              |

## Recepción

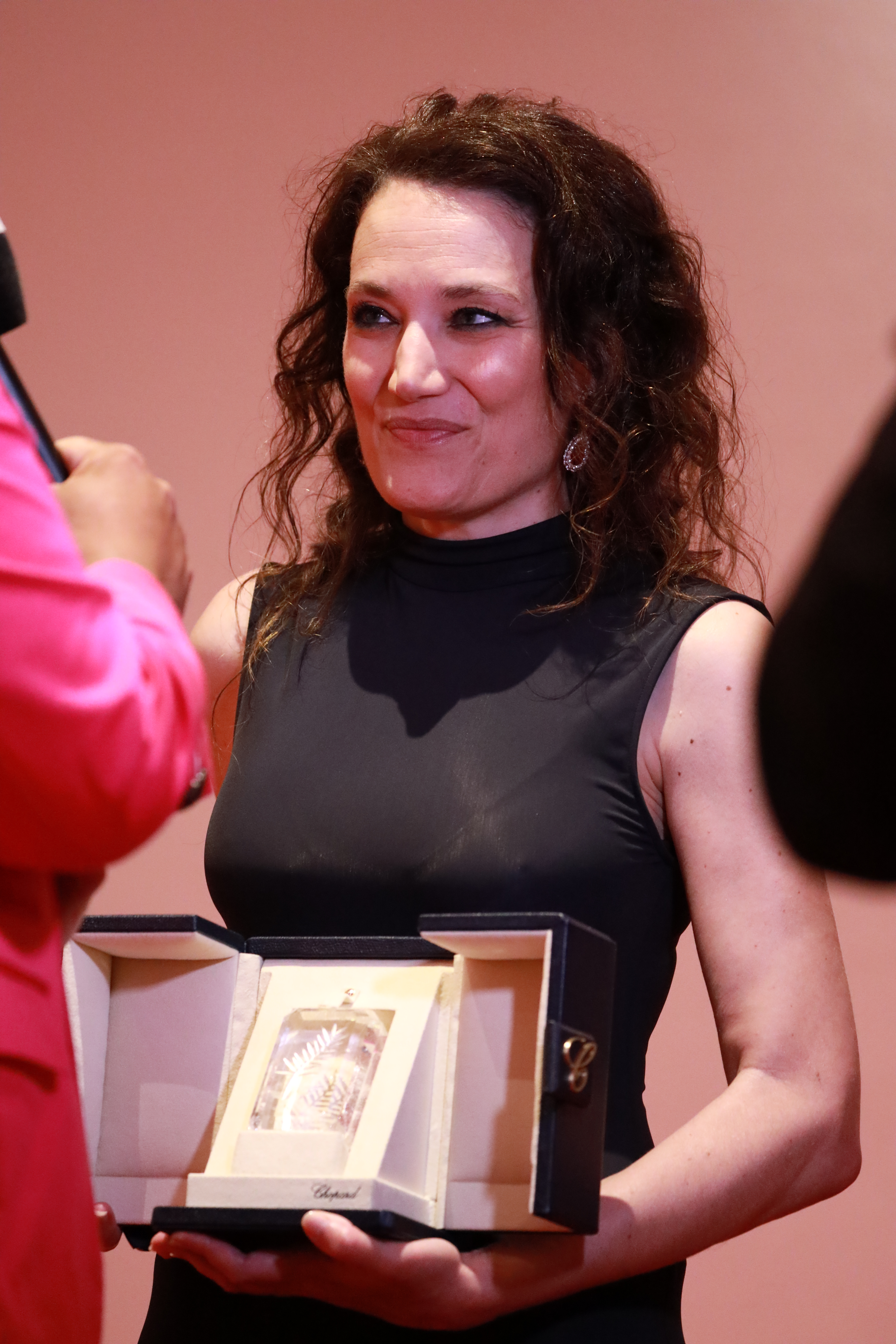
Coralie Fargeat en la ceremonia de clausura del Festival de Cannes (2024), dónde recibió el reconocimiento al Mejor Guion

### Crítica
En la página de reseñas Rotten Tomatoes, la película tiene un índice de aprobación del 90% basado en 343 reseñas, con una calificación promedio de 7.9/10. El consenso del sitio web dice: «Audazmente burda, perversamente inteligente y posiblemente el mejor momento de Demi Moore, The Substance es una hazaña que provoca jadeo de la escritora y directora Coralie Fargeat». Metacritic, que utiliza un promedio ponderado, asignó a la película una puntuación de 78 sobre 100, basada en 57 reseñas de críticos, lo que indica valoraciones «generalmente favorables». Espectadores encuestados por CinemaScore le dieron a la cinta una calificación promedio de «B» en una escala de A+ a F, mientras que los encuestados por PostTrak le dieron un puntaje positivo general del 80% (incluido un promedio de 4 a 5 estrellas), y el 75% dijo que definitivamente la recomendaría.

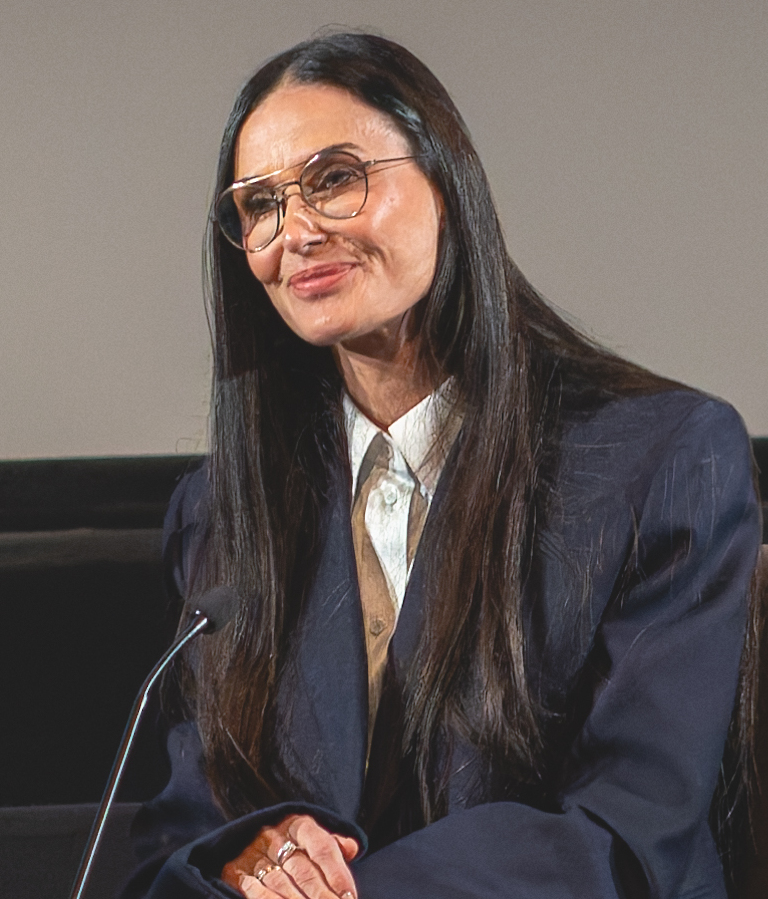
La interpretación de Demi Moore recibió elogios de la crítica y fue considerada como la mejor de su carrera.

La reseña de cuatro estrellas de Peter Bradshaw en The Guardian la calificó como «una pieza de comedia gonzo de terror corporal alegremente tonta y escandalosamente indulgente». David Ehrlich de IndieWire calificó el filme con una A, describiéndola como «una obra maestra épica y audaz del horror corporal... un clásico instantáneo. La experiencia cinematográfica más enfermiza y entretenida del año». Nicholas Barber, de la BBC, le otorgó a la película cuatro estrellas de cinco, y destacó la actuación de Moore: «Al interpretar su mejor papel en la pantalla grande en décadas, Demi Moore no tiene miedo de parodiar su imagen pública». La reseña de cinco estrellas de Phil de Semlyen en Time Out dijo que es «Moore quien une todo, convirtiéndose en una Isabelle Adjani en Possession, con una actuación libre de vanidad llena de ego herido, horror y vulnerabilidad».
Owen Gleiberman de Variety, elogió a la directora de la película: «Coralie Fargeat trabaja con el estilo de un Kubrick de cine explotation en una fusión extrañamente divertida y catárticamente grotesca de Dr. Jekyll and Mr. Hyde y Showgirls.» Radhika Seth en Vogue la calificó como una «pieza cinematográfica audaz... el estreno más emocionante que se haya estrenado en la Croisette hasta el momento» y que era su «elección actual para ganar la Palma de Oro». Damon Wise dijo en Deadline que es «un thriller de terror desenfrenado y onírico que termina en una sinfonía delirante de sangre, tripas y vísceras indefinibles». Javier Ocaña, de El País, escribió que la película «no es tan buena», en parte «porque la sutileza no es la mayor virtud de Fargeat», pero «sobre todo porque los primeros 45 minutos parecen un remake encubierto» de Seconds, de John Frankenheimer.
La película contiene un gran número de influencias y referencias culturales, tanto literarias (E.T.A. Hoffmann, Edgar Allan Poe, Fiodor Dostoievski, Robert Louis Stevenson, Oscar Wilde…) como cinematográficas (Alfred Hitchcock, Stanley Kubrick, Alejandro Jodorowsky, Roman Polanski, Brian de Palma, George A. Romero, David Cronenberg y David Lynch).

### Taquilla
Al 10 de noviembre de 2024, la película había recaudado más de $16 millones en los Estados Unidos y Canadá, y más de $31 millones en otros territorios, para un total mundial de $47,2 millones.
En Estados Unidos y Canadá, se estrenó junto con Transformers One y Never Let Go, y se proyectó que recaudaría alrededor de $3 millones en 1,949 salas en su primer fin de semana. La película recaudó $1.3 millones en su primer día, incluidos $512,000 de los preestrenos nocturnos del miércoles y jueves. Luego debutó con $3.2 millones, terminando sexta en taquilla. La película cayó solo un 39% el fin de semana siguiente, recaudando $1.8 millones.

### Premios y nominaciones
| Premiación                                     | Fecha                    | Categoría                                                                     | Nominado(s)                                                                           | Resultado           | Ref.                 |
| ---------------------------------------------- | ------------------------ | ----------------------------------------------------------------------------- | ------------------------------------------------------------------------------------- | ------------------- | -------------------- |
| Festival de Cine de Cannes                     | 25 de mayo de 2024       | Palma de Oro                                                                  | Coralie Fargeat                                                                       | Nominada            | [ 38 ]               |
| Festival de Cine de Cannes                     | 25 de mayo de 2024       | Mejor guion                                                                   | Coralie Fargeat                                                                       | Ganadora            | [ 39 ]               |
| Miskolc International Film Festival            | 14 de septiembre de 2024 | Premio Emeric Pressburger                                                     | The Substance                                                                         | Nominado            | [ 40 ]               |
| Festival Internacional de Cine de Toronto      | 15 de septiembre de 2024 | Premio del público: Midnight Madness                                          | The Substance                                                                         | Ganador             | [ 41 ]               |
| Hamptons International Film Festival           | 5 de octubre de 2024     | Premio a la trayectoria actoral                                               | Demi Moore                                                                            | Galardón honorífico | [ 42 ]               |
| Savannah Film Festival                         | 2 de noviembre de 2024   | Premio Icono                                                                  | Demi Moore                                                                            | Ganadora            | [ 43 ]               |
| Savannah Film Festival                         | 2 de noviembre de 2024   | Premio Luminaria                                                              | Margaret Qualley                                                                      | Ganadora            | [ 43 ]               |
| Gotham Awards                                  | 2 de diciembre de 2024   | Mejor interpretación principal                                                | Demi Moore                                                                            | Nominada            | [ 44 ]               |
| Premios del Cine Europeo                       | 7 de diciembre de 2024   | Mejor película europea                                                        | The Substance                                                                         | Nominada            | [ 45 ]               |
| Premios del Cine Europeo                       | 7 de diciembre de 2024   | Mejor guionista europeo                                                       | Coraline Fargeat                                                                      | Nominada            | [ 45 ]               |
| Premios del Cine Europeo                       | 7 de diciembre de 2024   | Mejor fotografía                                                              | Benjamin Kračun                                                                       | Honorífico          | [ 46 ] [ 47 ]        |
| Premios del Cine Europeo                       | 7 de diciembre de 2024   | Mejores efectos especiales                                                    | Bryan Jones, Pierre Procoudine-Gorsky, Chervin Shafaghi y Guillaume Le Gouez          | Honorífico          | [ 46 ] [ 47 ]        |
| Astra Film and Creative Arts Awards            | 8 de diciembre de 2024   | Mejor película                                                                | The Substance                                                                         | Nominada            | [ 48 ]               |
| Astra Film and Creative Arts Awards            | 8 de diciembre de 2024   | Mejor película de terror o thriller                                           | The Substance                                                                         | Ganadora            | [ 48 ]               |
| Astra Film and Creative Arts Awards            | 8 de diciembre de 2024   | Mejor director                                                                | Coralie Fargeat                                                                       | Nominada            | [ 48 ]               |
| Astra Film and Creative Arts Awards            | 8 de diciembre de 2024   | Mejor guion original                                                          | Coralie Fargeat                                                                       | Nominada            | [ 48 ]               |
| Astra Film and Creative Arts Awards            | 8 de diciembre de 2024   | Mejor actriz                                                                  | Demi Moore                                                                            | Nominada            | [ 48 ]               |
| Astra Film and Creative Arts Awards            | 8 de diciembre de 2024   | Mejor interpretación en una película de horror o thriller                     | Demi Moore                                                                            | Nominada            | [ 48 ]               |
| Astra Film and Creative Arts Awards            | 8 de diciembre de 2024   | Mejor interpretación en una película de horror o thriller                     | Margaret Qualley                                                                      | Nominada            | [ 48 ]               |
| Astra Film and Creative Arts Awards            | 8 de diciembre de 2024   | Mejor actriz de reparto                                                       | Margaret Qualley                                                                      | Nominada            | [ 48 ]               |
| San Diego Film Critics Society                 | 9 de diciembre de 2024   | Mejor director                                                                | Coralie Fargeat                                                                       | Nominada            | [ 49 ]               |
| San Diego Film Critics Society                 | 9 de diciembre de 2024   | Mejor actriz                                                                  | Demi Moore                                                                            | Nominada            | [ 49 ]               |
| San Diego Film Critics Society                 | 9 de diciembre de 2024   | Mejor guion original                                                          | Coralie Fargeat                                                                       | Nominada            | [ 49 ]               |
| San Diego Film Critics Society                 | 9 de diciembre de 2024   | Mejores efectos especiales                                                    | The Substance                                                                         | Ganadora            | [ 49 ]               |
| Washington D. C. Area Film Critics Association | 9 de diciembre de 2024   | Mejor actriz                                                                  | Demi Moore                                                                            | Nominada            | [ 50 ]               |
| Washington D. C. Area Film Critics Association | 9 de diciembre de 2024   | Mejor guion original                                                          | Coralie Fargeat                                                                       | Nominada            | [ 50 ]               |
| San Francisco Film Society Awards              | 9 de diciembre de 2024   | Maria Manetti Shrem Award for Acting                                          | Demi Moore                                                                            | Honorífico          | [ 51 ]               |
| AARP Movies for Grownups Awards                | 11 de enero de 2025      | Mejor actriz                                                                  | Demi Moore                                                                            | Pendiente           | [ 52 ]               |
| Chicago Film Critics Association               | 11 de diciembre de 2024  | Mejor película                                                                | The Substance                                                                         | Nominada            | [ 53 ] [ 54 ]        |
| Chicago Film Critics Association               | 11 de diciembre de 2024  | Mejor director                                                                | Coralie Fargeat                                                                       | Nominada            | [ 53 ] [ 54 ]        |
| Chicago Film Critics Association               | 11 de diciembre de 2024  | Mejor actriz                                                                  | Demi Moore                                                                            | Nominada            | [ 53 ] [ 54 ]        |
| Chicago Film Critics Association               | 11 de diciembre de 2024  | Mejor actriz de reparto                                                       | Margaret Qualley                                                                      | Nominada            | [ 53 ] [ 54 ]        |
| Chicago Film Critics Association               | 11 de diciembre de 2024  | Mejor guion original                                                          | Coralie Fargeat                                                                       | Nominada            | [ 53 ] [ 54 ]        |
| Chicago Film Critics Association               | 11 de diciembre de 2024  | Mejor diseño de producción                                                    | Stéphane Becimol                                                                      | Nominado            | [ 53 ] [ 54 ]        |
| Chicago Film Critics Association               | 11 de diciembre de 2024  | Mejores efectos especiales                                                    | The Substance                                                                         | Ganador             | [ 53 ] [ 54 ]        |
| San Francisco Bay Area Film Critics Circle     | 15 de diciembre de 2024  | Mejor director                                                                | Coralie Fargeat                                                                       | Nominada            | [ 55 ]               |
| San Francisco Bay Area Film Critics Circle     | 15 de diciembre de 2024  | Mejor actriz                                                                  | Demi Moore                                                                            | Nominada            | [ 55 ]               |
| San Francisco Bay Area Film Critics Circle     | 15 de diciembre de 2024  | Mejor guion original                                                          | Coralie Fargeat                                                                       | Nominada            | [ 55 ]               |
| St. Louis Film Critics Association             | 15 de diciembre de 2024  | Mejor actriz                                                                  | Demi Moore                                                                            | Nominada            | [ 56 ]               |
| Toronto Film Critics Association               | 15 de diciembre de 2024  | Mejor actriz                                                                  | Demi Moore                                                                            | runner-up           | [ 57 ]               |
| Indiana Film Journalists Association           | 16 de diciembre de 2024  | Mejor película                                                                | The Substance                                                                         | Ganador             | [ 58 ] [ 59 ]        |
| Indiana Film Journalists Association           | 16 de diciembre de 2024  | Mejor director                                                                | Coralie Fargeat                                                                       | Ganadora            | [ 58 ] [ 59 ]        |
| Indiana Film Journalists Association           | 16 de diciembre de 2024  | Mejor actuación protagonista                                                  | Demi Moore                                                                            | Ganadora            | [ 58 ] [ 59 ]        |
| Indiana Film Journalists Association           | 16 de diciembre de 2024  | Mejor actuación de reparto                                                    | Dennis Quaid                                                                          | Nominado            | [ 58 ] [ 59 ]        |
| Indiana Film Journalists Association           | 16 de diciembre de 2024  | Mejor actuación de reparto                                                    | Margaret Qualley                                                                      | Ganadora            | [ 58 ] [ 59 ]        |
| Indiana Film Journalists Association           | 16 de diciembre de 2024  | Mejor guion original                                                          | Coralie Fargeat                                                                       | runner-up           | [ 58 ] [ 59 ]        |
| Indiana Film Journalists Association           | 16 de diciembre de 2024  | Mejor fotografía                                                              | Benjamin Kračun                                                                       | Nominado            | [ 58 ] [ 59 ]        |
| Indiana Film Journalists Association           | 16 de diciembre de 2024  | Mejor edición                                                                 | Coralie Fargeat, Jérôme Eltabet y Valentin Féron                                      | Ganador             | [ 58 ] [ 59 ]        |
| Indiana Film Journalists Association           | 16 de diciembre de 2024  | Mejor banda sonora                                                            | Raffertie                                                                             | Nominado            | [ 58 ] [ 59 ]        |
| Indiana Film Journalists Association           | 16 de diciembre de 2024  | Mejores efectos especiales                                                    | Bryan Jones, Pierre Procoudine-Gorsky y Jean Miel                                     | Ganador             | [ 58 ] [ 59 ]        |
| Indiana Film Journalists Association           | 16 de diciembre de 2024  | Original Vision                                                               | The Substance                                                                         | runner-up           | [ 58 ] [ 59 ]        |
| New York Film Critics Online                   | 16 de diciembre de 2024  | Mejor película                                                                | The Substance                                                                         | Ganador             | [ 60 ]               |
| New York Film Critics Online                   | 16 de diciembre de 2024  | Mejor director                                                                | Coralie Fargeat                                                                       | Ganadora            | [ 60 ]               |
| New York Film Critics Online                   | 16 de diciembre de 2024  | Mejor actriz                                                                  | Demi Moore                                                                            | runner-up           | [ 60 ]               |
| New York Film Critics Online                   | 16 de diciembre de 2024  | Mejor guion                                                                   | Coralie Fargeat                                                                       | runner-up           | [ 60 ]               |
| Seattle Film Critics Society                   | 16 de diciembre de 2024  | Mejor película                                                                | The Substance                                                                         | Ganadora            | [ 61 ]               |
| Seattle Film Critics Society                   | 16 de diciembre de 2024  | Mejor director                                                                | Coralie Fargeat                                                                       | Nominada            | [ 61 ]               |
| Seattle Film Critics Society                   | 16 de diciembre de 2024  | Mejor actriz                                                                  | Demi Moore                                                                            | Nominada            | [ 61 ]               |
| Seattle Film Critics Society                   | 16 de diciembre de 2024  | Mejor actriz de reparto                                                       | Margaret Qualley                                                                      | Ganadora            | [ 61 ]               |
| Seattle Film Critics Society                   | 16 de diciembre de 2024  | Mejor guion                                                                   | Coralie Fargeat                                                                       | Nominada            | [ 61 ]               |
| Seattle Film Critics Society                   | 16 de diciembre de 2024  | Mejor edición                                                                 | Coralie Fargeat, Jérôme Eltabet y Valentin Feron                                      | Nominada            | [ 61 ]               |
| Seattle Film Critics Society                   | 16 de diciembre de 2024  | Mejores efectos especiales                                                    | Bryan Jones y Guillaume Le Gouez                                                      | Nominada            | [ 61 ]               |
| Florida Film Critics Circle                    | 20 de diciembre de 2024  | Mejor actriz de reparto                                                       | Margaret Qualley                                                                      | Nominada            | [ 62 ]               |
| Florida Film Critics Circle                    | 20 de diciembre de 2024  | Mejores efectos especiales                                                    | The Substance                                                                         | Nominada            | [ 62 ]               |
| Philadelphia Film Critics Circle               | 21 de diciembre de 2024  | Mejor actriz                                                                  | Demi Moore                                                                            | runner-up           | [ 63 ]               |
| Philadelphia Film Critics Circle               | 21 de diciembre de 2024  | Mejor actriz de reparto                                                       | Margaret Qualley                                                                      | Ganadora            | [ 63 ]               |
| Philadelphia Film Critics Circle               | 21 de diciembre de 2024  | Elaine May Award                                                              | The Substance                                                                         | Ganadora            | [ 63 ]               |
| North Texas Film Critics Association           | 30 de diciembre de 2024  | Mejor director                                                                | Coralie Fargeat                                                                       | Nominada            | [ 64 ]               |
| North Texas Film Critics Association           | 30 de diciembre de 2024  | Mejor actriz                                                                  | Demi Moore                                                                            | Nominada            | [ 64 ]               |
| North Texas Film Critics Association           | 30 de diciembre de 2024  | Mejor guion                                                                   | Coralie Fargeat                                                                       | Nominada            | [ 64 ]               |
| Premios Globos de Oro                          | 5 de enero de 2025       | Mejor película - Comedia o musical                                            | The Substance                                                                         | Nominada            | [ 65 ]               |
| Premios Globos de Oro                          | 5 de enero de 2025       | Mejor actriz - Comedia o musical                                              | Demi Moore                                                                            | Ganadora            | [ 65 ]               |
| Premios Globos de Oro                          | 5 de enero de 2025       | Actriz de reparto                                                             | Margaret Qualley                                                                      | Nominada            | [ 65 ]               |
| Premios Globos de Oro                          | 5 de enero de 2025       | Mejor director(a)                                                             | Coralie Fargeat                                                                       | Nominada            | [ 65 ]               |
| Premios Globos de Oro                          | 5 de enero de 2025       | Mejor guion                                                                   | Coralie Fargeat                                                                       | Nominada            | [ 65 ]               |
| Alliance of Women Film Journalists             | 7 de enero de 2025       | Mejor película                                                                | The Substance                                                                         | Nominada            | [ 66 ]               |
| Alliance of Women Film Journalists             | 7 de enero de 2025       | Mejor director                                                                | Coralie Fargeat                                                                       | Ganadora            | [ 66 ]               |
| Alliance of Women Film Journalists             | 7 de enero de 2025       | Mejor actriz                                                                  | Demi Moore                                                                            | Nominada            | [ 66 ]               |
| Alliance of Women Film Journalists             | 7 de enero de 2025       | Mejor actriz de reparto                                                       | Margaret Qualley                                                                      | Nominada            | [ 66 ]               |
| Alliance of Women Film Journalists             | 7 de enero de 2025       | Mejor guion original                                                          | Coralie Fargeat                                                                       | Ganadora            | [ 66 ]               |
| Alliance of Women Film Journalists             | 7 de enero de 2025       | Mejor edición                                                                 | Coralie Fargeat, Jérôme Eltabet, and Valentin Féron                                   | Nominada            | [ 66 ]               |
| Alliance of Women Film Journalists             | 7 de enero de 2025       | Mejor directora                                                               | Coralie Fargeat                                                                       | Ganadora            | [ 66 ]               |
| Alliance of Women Film Journalists             | 7 de enero de 2025       | Mejor guionista                                                               | Coralie Fargeat                                                                       | Ganadora            | [ 66 ]               |
| Satellite Awards                               | 26 de enero de 2025      | Mejor película – Comedia o Musical                                            | The Substance                                                                         | Nominada            | [ 67 ]               |
| Satellite Awards                               | 26 de enero de 2025      | Mejor actriz - Comedia o Musical                                              | Demi Moore                                                                            | Ganadora            | [ 67 ]               |
| Satellite Awards                               | 26 de enero de 2025      | Mejor actriz de reparto                                                       | Margaret Qualley                                                                      | Nominada            | [ 67 ]               |
| Satellite Awards                               | 26 de enero de 2025      | Mejor guion original                                                          | Coralie Fargeat                                                                       | Nominada            | [ 67 ]               |
| Saturn Awards                                  | 2 de febrero de 2025     | Mejor película independiente                                                  | The Substance                                                                         | Nominada            | [ 68 ]               |
| Saturn Awards                                  | 2 de febrero de 2025     | Mejor actriz de película                                                      | Demi Moore                                                                            | Ganadora            | [ 68 ]               |
| Saturn Awards                                  | 2 de febrero de 2025     | Mejor actriz de reparto de película                                           | Margaret Qualley                                                                      | Nominada            | [ 68 ]               |
| Saturn Awards                                  | 2 de febrero de 2025     | Mejor maquillaje en una película                                              | Pierre-Olivier Persin                                                                 | Ganador             | [ 68 ]               |
| Set Decorators Society of America Awards       | 2 de febrero de 2025     | Logro al mejor diseño contemporáneo de decoradores en una película            | The Substance                                                                         | Nominado            | [ 69 ]               |
| Costume Designers Guild                        | 6 de febrero de 2025     | Mejor diseño contemporáneo en una película                                    | Emmanuelle Youchnovski                                                                | Nominado            | [ 70 ]               |
| Critics Choice Awards                          | 7 de febrero de 2025     | Best Picture                                                                  | The Substance                                                                         | Nominada            | [ 71 ] [ 72 ] [ 73 ] |
| Critics Choice Awards                          | 7 de febrero de 2025     | Best Director                                                                 | Coralie Fargeat                                                                       | Nominada            | [ 71 ] [ 72 ] [ 73 ] |
| Critics Choice Awards                          | 7 de febrero de 2025     | Best Actress                                                                  | Demi Moore                                                                            | Ganadora            | [ 71 ] [ 72 ] [ 73 ] |
| Critics Choice Awards                          | 7 de febrero de 2025     | Best Supporting Actress                                                       | Margaret Qualley                                                                      | Nominada            | [ 71 ] [ 72 ] [ 73 ] |
| Critics Choice Awards                          | 7 de febrero de 2025     | Best Original Screenplay                                                      | Coralie Fargeat                                                                       | Ganadora            | [ 71 ] [ 72 ] [ 73 ] |
| Critics Choice Awards                          | 7 de febrero de 2025     | Best Hair and Make-Up                                                         | Hair and Make-Up Team                                                                 | Ganador             | [ 71 ] [ 72 ] [ 73 ] |
| Critics Choice Awards                          | 7 de febrero de 2025     | Best Visual Effects                                                           | Visual Effects Team                                                                   | Nominado            | [ 71 ] [ 72 ] [ 73 ] |
| Set Decorators Society of America Awards       | 7 de febrero de 2025     | Logro al mejor diseño de arte contemporáneo en una película                   | Cécilia Blom y Stanislas Reydellet                                                    | Nominado            | [ 74 ]               |
| Producers Guild of America Awards              | 8 de febrero de 2025     | Darryl F. Zanuck Award for Outstanding Producer of Theatrical Motion Pictures | Coralie Fargeat, Tim Bevan y Eric Fellner                                             | Nominada            | [ 75 ]               |
| Make-Up Artists & Hair Stylists Guild Awards   | 15 de febrero de 2025    | Mejor maquillaje contemporáneo de un largometraje cinematográfico             | Stéphanie Guillon                                                                     | Ganadora            | [ 76 ]               |
| Make-Up Artists & Hair Stylists Guild Awards   | 15 de febrero de 2025    | Mejor peluquería contemporánea de un largometraje cinematográfico             | Frédérique Arguello                                                                   | Nominada            | [ 76 ]               |
| Make-Up Artists & Hair Stylists Guild Awards   | 15 de febrero de 2025    | Mejores efectos especiales de maquillaje de un largometraje cinematográfico   | Pierre-Olivier Persin                                                                 | Ganadora            | [ 76 ]               |
| Premios BAFTA                                  | 16 de febrero de 2025    | Mejor dirección                                                               | Coralie Fargaet                                                                       | Nominada            | [ 77 ]               |
| Premios BAFTA                                  | 16 de febrero de 2025    | Mejor actriz                                                                  | Demi Moore                                                                            | Nominada            | [ 77 ]               |
| Premios BAFTA                                  | 16 de febrero de 2025    | Mejor guion original                                                          | Coralie Fargaet                                                                       | Nominada            | [ 77 ]               |
| Premios BAFTA                                  | 16 de febrero de 2025    | Mejor sonido                                                                  | Valérie Deloof, Victor Fleurant, Victor Praud, Stéphane Thiébaut y Emmanuelle Villard | Nominada            | [ 77 ]               |
| Premios BAFTA                                  | 16 de febrero de 2025    | Mejor maquillaje y peluquería                                                 | Pierre-Olivier Persin, Stéphanie Guillon, Frédérique Arguello y Marilyne Scarselli    | Ganadora            | [ 77 ]               |
| Premios Independent Spirit                     | 22 de febrero de 2025    | Mejor película                                                                | The Substance                                                                         | Nominada            | [ 78 ]               |
| Premios Independent Spirit                     | 22 de febrero de 2025    | Mejor interpretación principal                                                | Demi Moore                                                                            | Nominada            | [ 78 ]               |
| Screen Actors Guild Awards                     | 23 de febrero de 2025    | Mejor actuación femenina protagónica                                          | Demi Moore                                                                            | Ganadora            | [ 79 ]               |
| Premios César                                  | 28 de febrero de 2025    | Mejor película extranjera                                                     | Coralie Fargeat                                                                       | Nominada            | [ 80 ]               |
| Premios Óscar                                  | 2 de marzo de 2025       | Mejor película                                                                | Coralie Fargeat, Tim Bevan y Eric Fellner                                             | Nominada            | [ 81 ]               |
| Premios Óscar                                  | 2 de marzo de 2025       | Mejor director                                                                | Coralie Fargeat                                                                       | Nominada            | [ 81 ]               |
| Premios Óscar                                  | 2 de marzo de 2025       | Mejor actriz                                                                  | Demi Moore                                                                            | Nominada            | [ 81 ]               |
| Premios Óscar                                  | 2 de marzo de 2025       | Mejor guion original                                                          | Coralie Fargeat                                                                       | Nominada            | [ 81 ]               |
| Premios Óscar                                  | 2 de marzo de 2025       | Mejor maquillaje y peluquería                                                 | Pierre-Olivier Persin, Stéphanie Guillon y Marilyne Scarselli                         | Ganadores           | [ 81 ]               |
| American Cinema Editors Awards                 | 14 de marzo de 2025      | Mejor edición en una película de comedia o musical                            | Coralie Fargeat, Jérôme Eltabet y Valentin Féron                                      | Nominada            | [ 82 ]               |
| Premios Sant Jordi                             | 29 de abril de 2025      | Mejor actriz en película extranjera                                           | Demi Moore                                                                            | Ganadora            | [ 83 ]               |